# نيك هوبسون
نيك هوبسون (22 أغسطس 1994 - ) (بالإنجليزية: Nick Hobson)‏ هو لاعب كريكت أسترالي. لعب مع Perth Scorchers ‏.

## وصلات خارجية
- نيك هوبسون على موقع إي آس بي آن كريك إنفو (الإنجليزية)